# Телезе Ветере (Беневенто)
Телезе Ветере је насеље у Италији у округу Беневенто, региону Кампанија.
Према процени из 2011. у насељу је живело 107 становника. Насеље се налази на надморској висини од 71 м.